# Hagnagora croceitincta
Hagnagora croceitincta es una especie de polilla de la familia de las geométridas. Habita entre Colombia central y el sudeste del Perú.
La longitud de las alas anteriores es de unos 23 mm. Los adultos son de vistoso colorido, naranja, marrón oscuro y patrones blancos.